# Hali Flickinger
Hali Flickinger (født 7. juli 1994) er en amerikansk svømmer.
Hun repræsenterede USA ved sommer-OL 2016 i Rio de Janeiro, hvor hun blev nummer 7 i 200 meter butterfly.
Ved sommer-OL 2020 i Tokyo tog Flickinger bronze i 400 meter medley efter at have svømmet i tiden 4.34,90. Hun tog også bronze i 200 meter butterfly efter at have svømmet i tiden 2.05,65.